# Madison De La Garza
Madison Lee De La Garza, född 28 december 2001 i Dallas, Texas, är en amerikansk skådespelerska. Hon är mest känd för att spela rollen som Juanita Solis i Tv-serien Desperate Housewives.
De La Garza är även halvsyster till sångerskan Demi Lovato.
Madison lider av sjukdomen skolios.
I oktober 2024 kom det uppgifter om att Madison De La Garza och hennes pojkvän Ryan Mitchell hade förlorat sitt första barn, en dotter vid namn Xiomara, under ett akut kejsarsnitt den 27 september 2024. Hon hade dessförinnan gått ut med att hon och pojkvännen väntade sitt första barn tillsammans, vilket hon gjorde den 5 september 2024.

## Filmer
- Projekt Prinsessa
- Caged No More
- Demi Lovato: Simply Complicated
- Gnome Alone

### TV serie
- Jonas Brothers: Living the Dream
- Desperate Housewives
- Sonny with a Chance
- Demi Lovato: Stay Strong
- Good Luck Charlie
- Bad Teacher
- American Koko

### Web
- KSM: Read Between the Lines
- Muertoons